# 高砂淳二
高砂 淳二（たかさご じゅんじ、1962年4月28日 - ）は、日本の写真家。
宮城県石巻市に生まれる。宇都宮大学工学部電子工学科卒業。ダイビング専門誌「月刊ダイビングワールド」の専属カメラマンを経て1989年に独立する。ネイチャーフォトを中心に様々な写真を撮り続ける。

## 写真集
- Free（1993年、小学館）
- クジラが見る夢　ジャック・マイヨールとの海の日々（1994年、著:池沢夏樹、写真:高砂淳二、垂見健吾）
- Aqua（1995年、小学館）
- Stream 海流のなかで（1997年、七賢出版）
- 海へ行きたい。（1997年、マリン企画）
- Life（1998年、小学館）
- アシカが笑うわけ（2000年、小学館）
- LIVE（2000年、小学館）
- イルカに会いたい（2000年、ピエ）
- Night rainbow（2003年、小学館）
- BLUE（2005年、小学館）
- ハワイの50の宝物（2005年、二見書房）
- 名作写真館 16（2006年、小学館、中村征夫）
- 虹の星（2008年、小学館）
- 南の夢の海へ（2010年、ピエ・ブックス）
- Children of the Rainbow（2011年、小学館）
- 南の夢の海へ（2011年、パイインターナショナル）
- そら色の夢（2012年、パイインターナショナル）
- 夜の虹の向こうへ（2012年、小学館）
- ペンギン・アイランド（2013年、パイインターナショナル）

## ポストカードブック
- Ocean Dream（2000年、ピエ）

## エッセイ
- Island magic 島のもつ不思議な力（2003年、サンマーク出版、著:山下マヌー、写真:高砂淳二）
- 色で旅するハワイ（2009年、文藝春秋、著:山下マヌー、写真:高砂淳二）

## 絵本
- かお。かお！かお？　うみって、たのしい（2002年、フレーベル館、著:ジャック・モイヤー、写真:高砂淳二）
- おや、おやこ！？　うみって、おもしろい （2002年、フレーベル館、著:ジャック・モイヤー、写真:高砂淳二、豊田直之）
- いえ。いえ！いえ？　うみは、たいせつ（2003年、フレーベル館、著:ジャック・モイヤー、写真:高砂淳二）
- ねてる、おきてる？　うみって、ふしぎ（2003年、フレーベル館、著:ジャック・モイヤー、写真:高砂淳二、豊田直之）

## ガイド
- とびっきりの南の楽園 海とリゾート…もうひとつの素顔（1999年、光文社）
- ピュアオアフ　写真家高砂淳二が案内するハワイオアフ島の大自然（2007年、ダイヤモンド・ビッグ社、著:高砂淳二、監修:小野カイル）